# Aonidia mediterranea
Aonidia mediterranea är en insektsart som först beskrevs av Karl Hermann Leonhard Lindinger 1910.  Aonidia mediterranea ingår i släktet Aonidia och familjen pansarsköldlöss. Inga underarter finns listade i Catalogue of Life.